# 6362 Tunis
6362 Tunis (1979 KO) là một tiểu hành tinh vành đai chính được phát hiện ngày 19 tháng 5 năm 1979 bởi R. M. West ở Đài thiên văn Nam Âu.